# Ерик Шмид
Ерик Емерсон Шмид (на английски: Eric Emerson Schmidt) е американски бизнесмен. Роден е на 27 април 1955 г. във Вашингтон (окръг Колумбия), САЩ.
Той е изпълнителен председател на Гугъл. Член е на съвета по наука и технологии при президента на САЩ Барак Обама, на Националната инженерна академия, на Академията по изкуства и наука на САЩ, оглавява некомерсиалния фонд New America Foundation. През 2010 г., по оценка на списание Forbes, състоянието му се оценява на 6,3 млрд. долара (117-о място в света).

## Биография
Получава степен бакалавър по електротехника в Принстънския университет през 1976 г. и магистър по компютърни мрежи в Калифорнийския университет в Бъркли през 1979 г. В началото на 1980-те години е работил в компаниите Xerox, Bell Laboratories и Zilog. През 1983 г. постъпва в Sun Microsystems, където се занимава с разработка на технологията Java. През 1997 - 2001 г. възглавява компанията Novell. От 2001 г. до март 2011 г. е председател на съвета на директорите и главен изпълнителен директор в Google.